# タサイドン
タサイドン(THASAIDON)は、遠い未来に海底から隆起した、幻想と怪異の大陸ゾティークにいる架空の魔神。
クラーク・アシュトン・スミスが彼の一群の幻想小説内で、しばしばその名を引き合いに出している。

## 概要
大魔王。七つの地獄の王で邪悪の支配者ともあらゆる妖術の支配者とも言われる。
物語の中における位置としてはゾティーク大陸における悪魔で、小説の中では、この魔神と取引をしている魔術師がしばしば登場している。造られた像は黒々としており、甲冑に身を固め棘のついた戦棍を手にしている。また、その像を通して魔術師と会話する。五つの名を持つと言うが作中には登場せず不明。
「ルダルのタサイドンへの連禱」なる歌（詩）が、『イラロタの死』『アドムファの庭園』の冒頭に掲げられている。
ゾティーク作品はクトゥルフ神話に取り込まれているが、タサイドンへの注目度はあまり高くない。ゾティークの神々は、太古の時代にヒュベルボレオスやムー、ポセイドニス（アトランティス）で信仰された神々がはるかな時代を経て異なる名前で戻ってきたものとされており、タサイドンは典型的な悪魔の振舞をとっているが、タサイドンの以前の名は（先述にあるように）登場していない。

## 作品リスト

### 作品
- 登場作品：暗黒の魔像
- 言及作品：墓の落とし子、ウルアの妖術、クセートゥラ、ナートの降霊術、アドムファの庭園

### 収録
- 創元推理文庫「ゾティーク幻妖怪異譚」クラーク・アシュトン・スミス、大瀧啓裕訳
- ナイトランド叢書「魔術師の帝国1 ゾシーク篇」クラーク・アシュトン・スミス、安田均編